# Photoidea
Photoidea (лат.) — надсемейство ракообразных из отряда бокоплавов.

## Описание
Голова прямоугольная, передний дистальный край край углублен, латеральная цефалическая доля слабо до сильно расширенной; глаз, если имеется, расположен проксимально проксимальнее доли, по крайней мере, частично заключен в удлиненной доле, или полностью заключен в расширенной доля, передний вентральный край слабо до умеренно углубленного и умеренно выемчатого, или сильно углубленного и сильно выемчатого. Третий членик антенны 1 педункулярный и почти всегда составляет более половины, обычно значительно более половины длины второго членика, редко короткий (Falcigammaropsis), половина или менее длины второго членика. Мандибулярные пальпы изменчивы. Гнатопод 1 изменчив. Гнатопод 2 у самца крупнее гнатопода 1, мерус не расширен. Переоподы 5—7 с дополнительными шипиками на переднем крае или без них. Переопод 7 длиннее или значительно длиннее переопода 6. Уросомиты 1 и 2 слиты или свободны. Тельсон с горизонтальными рядами изогнутых крючьев, с группами мелких зубчиков или без крючьев и зубчиков.

## Классификация
Включает три семейства, около 40 родов и около 500 видов.
- инфраотряд Corophiida
  - парвотряд Caprellidira Leach, 1814
    - надсемейство Photoidea Boeck, 1871
      - семейство Ischyroceridae Stebbing, 1899 — около 250 видов
      - семейство Kamakidae Myers & Lowry, 2003 — около 30 видов
      - семейство Photidae Boeck, 1871 — около 220 видов (около 100 в Gammaropsis и около 80 в Photis)